# Campeonato Chinês de Patinação Artística no Gelo de 2017
O Campeonato Chinês de Patinação Artística no Gelo de 2017 foi a edição da temporada 2016–17 do Campeonato Chinês de Patinação Artística no Gelo, um evento anual de patinação artística no gelo onde os patinadores artísticos competem pelo título de campeão chinês. A competição foi disputada entre os dias 24 de dezembro e 25 de dezembro de 2016, na cidade de Jilin, Jilin.

## Eventos
- Individual masculino
- Individual feminino
- Duplas
- Dança no gelo

## Medalhistas
| Evento                        | Ouro                | Prata                   | Bronze                 |
| Individual masculino detalhes | Jin Boyang          | Guan Yuhang             | Li Tangxu              |
| Individual feminino detalhes  | Zhao Ziquan         | Li Xiangning            | Zhang Yixuan           |
| Duplas detalhes               | Peng Cheng Jin Yang | Han Yue Yang Yongchao   | Gao Yumeng Xie Zhong   |
| Dança no gelo detalhes        | Chen Hong Zhao Yan  | Li Xibei Xiang Guangyao | Guo Yuzhu Zhao Pengkun |

## Resultados

### Individual masculino
| Pos.              | Nome          | Pontos | PC         | PL         |
| ----------------- | ------------- | ------ | ---------- | ---------- |
| Medalha de ouro   | Jin Boyang    | 248.86 | 73.98 (2)  | 174.88 (1) |
| Medalha de prata  | Guan Yuhang   | 208.98 | 75.33 (1)  | 133.65 (2) |
| Medalha de bronze | Li Tangxu     | 184.61 | 63.57 (3)  | 121.04 (3) |
| 4                 | Chen Yudong   | 178.50 | 57.69 (4)  | 120.81 (4) |
| 5                 | Fang Shuai    | 167.33 | 53.08 (8)  | 114.25 (5) |
| 6                 | Wang Jinze    | 157.86 | 54.98 (6)  | 102.88 (6) |
| 7                 | Wang Zijian   | 154.36 | 56.34 (5)  | 98.02 (10) |
| 8                 | Rong Qinglong | 152.81 | 54.19 (7)  | 98.62 (9)  |
| 9                 | Li Luanfeng   | 151.83 | 52.72 (9)  | 99.11 (8)  |
| 10                | Qu Zhibo      | 150.40 | 49.37 (10) | 101.03 (7) |
| 11                | Lu Yunda      | 138.49 | 48.66 (12) | 89.83 (11) |
| 12                | Liu Runqi     | 138.35 | 49.36 (11) | 88.99 (12) |
| 13                | Li Zixu       | 127.43 | 43.01 (14) | 84.42 (14) |
| 14                | Li Jiahao     | 127.39 | 40.96 (16) | 86.43 (13) |
| 15                | Liu Mutong    | 112.89 | 40.50 (17) | 72.39 (15) |
| 16                | Wang Tianze   | 110.45 | 43.20 (13) | 67.25 (17) |
| 17                | Liu Yuhang    | 109.00 | 38.97 (18) | 70.03 (16) |
| 18                | Wang Pofeng   | 96.08  | 30.69 (19) | 65.39 (18) |
| 19                | Dong Ziming   | 87.43  | 28.51 (20) | 58.92 (19) |
| 20                | Diao Shijie   | 82.23  | 27.94 (21) | 54.29 (20) |
| WD                | Teng Zijing   | —      | 41.04 (15) | — (WD)     |

### Individual feminino
| Pos.              | Nome             | Pontos | PC         | PL         |
| ----------------- | ---------------- | ------ | ---------- | ---------- |
| Medalha de ouro   | Zhao Ziquan      | 157.35 | 49.93 (2)  | 107.42 (1) |
| Medalha de prata  | Li Xiangning     | 156.11 | 56.60 (1)  | 99.51 (2)  |
| Medalha de bronze | Zhang Yixuan     | 136.99 | 47.38 (3)  | 89.61 (3)  |
| 4                 | Chen Hongyi      | 120.86 | 42.82 (4)  | 78.04 (8)  |
| 5                 | Zhang Mingyuqian | 120.10 | 37.49 (7)  | 82.61 (4)  |
| 6                 | Zheng Lu         | 118.72 | 36.76 (9)  | 81.96 (5)  |
| 7                 | Zhang Meichi     | 117.25 | 36.59 (10) | 80.66 (6)  |
| 8                 | Chen Xizi        | 114.24 | 34.13 (12) | 80.11 (7)  |
| 9                 | Li Jiayin        | 111.61 | 39.30 (5)  | 72.31 (9)  |
| 10                | Li Xiaoxue       | 108.13 | 36.88 (8)  | 71.25 (10) |
| 11                | Zhao Minglu      | 101.17 | 38.88 (6)  | 62.29 (13) |
| 12                | Jin Guanru       | 94.85  | 34.76 (11) | 60.09 (17) |
| 13                | Liu Jialing      | 93.02  | 31.32 (14) | 61.70 (15) |
| 14                | Cao Qijing       | 92.81  | 29.87 (16) | 62.94 (11) |
| 15                | Liu Danning      | 87755  | 26.97 (18) | 60.78 (16) |
| 16                | Qian Kun         | 87.65  | 29.66 (17) | 57.99 (18) |
| 17                | He Xiyue         | 87.46  | 25.21 (20) | 62.25 (14) |
| 18                | Zhang Siyang     | 85.13  | 22.31 (23) | 62.82 (12) |
| 19                | Yu Tinghui       | 84.33  | 32.92 (13) | 51.41 (21) |
| 20                | Jiang Qiuji      | 82.04  | 26.28 (19) | 55.76 (19) |
| 21                | Li Shenya        | 78.98  | 24.56 (21) | 54.42 (20) |
| 22                | Wang Lelin       | 73.03  | 23.08 (22) | 49.95 (22) |
| 23                | Wang Chuyi       | 67.95  | 21.88 (24) | 46.07 (23) |
| 24                | Quan Yingqi      | 63.52  | 19.70 (25) | 43.82 (24) |
| WD                | Yuan Tianqi      | —      | 30.02 (15) | — (WD)     |
| DSQ               | Sun Tongqi       | —      | 19.41 (26) | — (DSQ)    |

### Duplas
| Pos.              | Nome                        | Pontos | PC        | PL         |
| ----------------- | --------------------------- | ------ | --------- | ---------- |
| Medalha de ouro   | Peng Cheng / Jin Yang       | 211.47 | 74.78 (1) | 136.69 (1) |
| Medalha de prata  | Han Yue / Yang Yongchao     | 158.32 | 55.03 (2) | 103.29 (2) |
| Medalha de bronze | Gao Yumeng / Xie Zhong      | 149.36 | 54.26 (3) | 95.10 (3)  |
| 4                 | Zhang Mingyang / Song Bowen | 128.41 | 44.11 (4) | 84.30 (4)  |
| 5                 | Zhang Yuyao / Jia Ziqi      | 108.95 | 40.87 (5) | 68.08 (5)  |
| 6                 | Sha Tong / Fu Xinlong       | 100.49 | 32.72 (6) | 67.77 (6)  |

#### Dança no gelo
| Pos.              | Nome                       | Pontos | PC        | PL        |
| ----------------- | -------------------------- | ------ | --------- | --------- |
| Medalha de ouro   | Chen Hong / Zhao Yan       | 132.01 | 50.51 (1) | 81.50 (1) |
| Medalha de prata  | Li Xibei / Xiang Guangyao  | 116.41 | 47.65 (2) | 68.76 (2) |
| Medalha de bronze | Guo Yuzhu / Zhao Pengkun   | 93.47  | 35.51 (3) | 57.96 (3) |
| 4                 | Wang Xiaotong / Zhao Kaige | 89.06  | 34.46 (4) | 54.60 (4) |
| 5                 | Zou Bingxin / Liu Yu       | 86.45  | 32.18 (5) | 54.27 (5) |
| 6                 | Ren Junfei / Jiao Mingyang | 73.23  | 32.00 (6) | 41.23 (7) |
| 7                 | Liu Hanmiao / Liu Chang    | 72.44  | 29.44 (7) | 43.00 (6) |
| 8                 | Kuai Baoyue / Xing Jianing | 47.08  | 20.44 (8) | 26.64 (8) |